# Cow Tower (Norwich)
Koordinaten: 52° 38′ 3,1″ N, 1° 18′ 29,9″ O

Cow Tower

Der Cow Tower ist ein Wehrturm am Fluss Wensum, dem nördlichen Zufluss zum Yare, in Norwich in der englischen Grafschaft Norfolk. Der Turm wurde in den Jahren 1398 und 1399 zur Abwehr der Bedrohung durch französische Truppen und einheimische Rebellen gebaut. Er deckte den nordöstlichen Zugang der Stadt mit Kanonen und Stellungen für mit Handfeuerwaffen ausgerüsteten Soldaten. Er stand abseits der Stadtmauer und konnte aufgrund seiner Höhe das höher gelegene Gelände im Vorfeld unter Feuer nehmen.
Der runde Turm hat einen Durchmesser von 11,2 Metern, eine Höhe von 14,6 Metern und ist in drei Stockwerke unterteilt. Seine Mauern sind an der Basis 1,8 Meter stark und bestehen aus einem Kern aus Feuerstein, der innen und außen mit Ziegeln verkleidet ist.

## Geschichte
Der Cow Tower ist ein Wehrturm, der zwischen 1398 und 1399 errichtet wurde. Norwich war im späten 14. Jahrhundert eine wohlhabende Stadt mit rund 5.000 Einwohnern, die in den mittelalterlichen Schlüsselindustrien tätig waren und ein Zentrum für den internationalen Handel darstellte.
Ab den 1380er Jahren wuchs die Sorge vor französischen Überfällen in England. Diese Bedrohung in Verbindung mit dem Bauernaufstand von 1381, bei dem die Stadt geplündert worden war, veranlasste den Rat, die Verteidigungsanlagen der Stadt zu verbessern.
Der Turm wurde für den Einsatz von Geschützen und Handfeuerwaffen konstruiert, da zu Beginn des 14. Jahrhunderts Schießpulver verwendende Waffen in England eingeführt worden waren.
Der Cow Tower liegt an einer Biegung des Flusses Wensum auf einer Wiese, die den Namen Cowholme trug, wonach der Turm benannt wurde. Obwohl der Cow Tower nicht direkt Teil der eigentlichen Stadtmauer war, verband eine Holzpalisade den Turm mit der Stadtmauer im Nordwesten und im Süden mit der befestigten Bishop Bridge.
Die Bevölkerung von Norwich wuchs Anfang des 16. Jahrhunderts beträchtlich und die Stadt unterhielt weiterhin eigene Verteidigungsanlagen. Allerdings wurden Teile der Befestigungen zeitweise, wenn die Bedrohung niedrig war, an Kaufleute und Handwerker für deren Zwecke verpachtet.

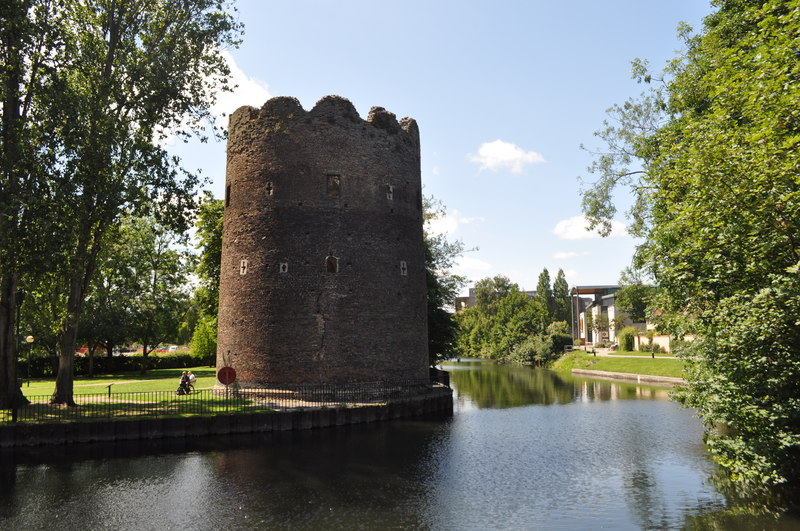
Lage direkt am Fluss

Im Jahr 1549 führte Robert Ket einen Bauernaufstand in Norfolk an. Als er auf Norwich marschierte, lagerte seine Armee auf der nordöstlichen Seite des Flusses, mit Blick auf den Cow Tower. Zwei Angriffe der Rebellen erfolgten über den Fluss, um die Bishop Bridge einzunehmen. Obwohl Ket eigene Artillerie gegen den Cow Tower einsetzte, hielt dieser Stand. Der Aufstand scheiterte.
Die meisten der Stadtmauern von Norwich und alle Torhäuser wurden im späten 18. und frühen 19. Jahrhundert im Zuge der Industrialisierung der Stadt abgerissen. Cow Tower ist deswegen eines der wenigen Zeugnisse der mittelalterlichen Stadtbefestigung. Der Turm befand sich im Besitz der Trustees of the Great Hospital, die im späten 19. Jahrhundert das Bauwerk restaurierten ließen.
Im Jahr 1953 übernahm das Ministerium für Bauwesen den Turm ließ weitere, umfangreiche Reparaturen durchführen. Ab Ende des 20. Jahrhunderts liegt die Verwaltung des Cow Tower bei English Heritage und dem Norwich City Council. Der Turm ist als Baudenkmal (scheduled building) geschützt.

## Architektur
Cow Tower ist ein dreistöckiges, rundes Gebäude und hatte an seiner Spitze eine Geschützplattform. Das Hauptgebäude hat einen Durchmesser von 11,2 Metern und eine Höhe von 14,6 Metern, die sich nach oben hin verjüngt. Seine an der Basis 1,8 Meter dicken Mauern bestehen aus einem Kern aus Feuerstein, der innen und außen mit Ziegeln verblendet ist.
Die Mauerziegel stammen aus den Werkstätten von St Benet’s Abbey. Es handelt sich um die früheste bekannte Verwendung von Ziegeln in einem Außenbauwerk in Norwich. Die Verwendung von Ziegeln in dieser Art von Festung war sowohl prestigeträchtig als auch praktisch, da Ziegel den Einschlag von Artilleriefeuer besser abfangen konnten als Stein.

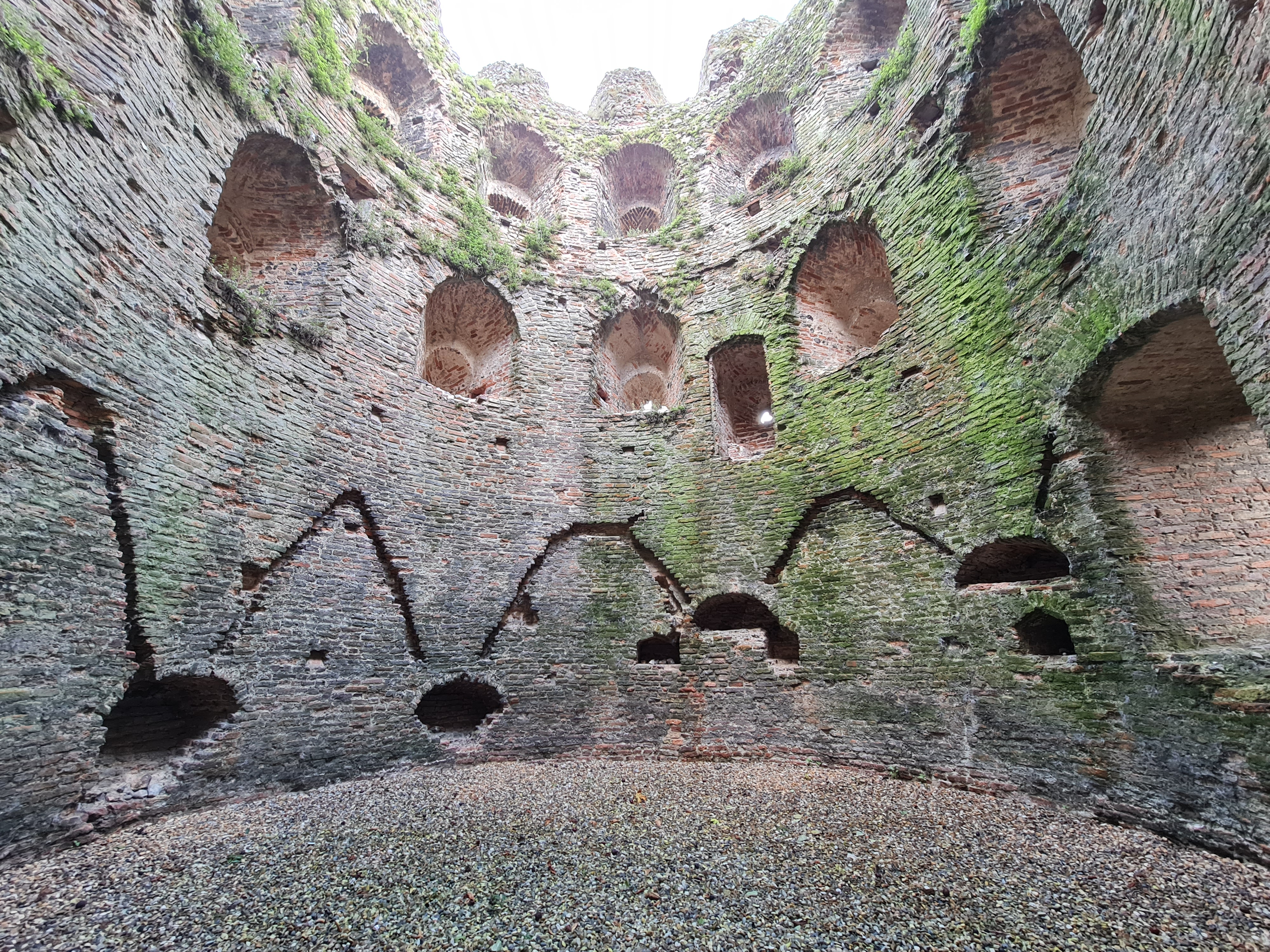
Innenansicht mit Anordnung der Schießscharten

Die Schießscharten in den unteren Stockwerken könnten sowohl für Handfeuerwaffen als auch für Armbrüste mit überlappenden Schussfeldern verwendet worden sein. Das Dach war mit großen Holzbalken verstärkt und konnte schwere Kanonen tragen.
Der Eingang zum Turm war nicht befestigt, da man nicht davon ausging, dass der Turm gegen einen direkten Angriff von Land aus verteidigt werden müsste. Der Turm war so konzipiert, dass er im Bedarfsfall eine Garnison aufnehmen konnte. Das Erdgeschoss und das zweite Obergeschoss verfügten über Kamine, und im ersten und zweiten Obergeschoss befanden sich Aufenthalts- und Schlafräume. Das Erdgeschoss diente als Speiseraum.